# Harold Alexander
Pour les articles homonymes, voir Alexander.
Harold Rupert Leofric George Alexander (10 décembre 1891 - 16 juin 1969) est un field marshal de l'armée britannique et homme d'État, ancien ministre de la Défense et le 17e gouverneur général du Canada.

## Biographie
Alexander, né à Londres, est le troisième fils du 4e comte de Caledon (pairie d'Irlande). Il fait ses études à Harrow School en ayant à l'esprit de devenir un artiste, mais il se rend à la place à l'Académie militaire royale de Sandhurst. Il est nommé sous-lieutenant des Irish Guards le 23 septembre 1911.

### Première Guerre mondiale
Au début de la Première Guerre mondiale, il est lieutenant des Irish Guards, unité faisant partie du Corps expéditionnaire britannique. Capitaine en 1915, commandant en 1917, il combat sur le front occidental pendant la Première Guerre mondiale. Cependant, au cours de certaines périodes, Alexander obtient provisoirement un rang plus élevé, notamment pour trois mois en 1917 comme lieutenant-colonel, ainsi que la quasi-totalité de la période entre novembre 1917 et la fin de la guerre, avec le même rang aux commandes d'un bataillon. Il a brièvement à assumer le commandement de sa brigade lors de la retraite britannique de mars 1918, après quoi il est chargé du commandement d'une école de corps d'infanterie en octobre de la même année.
Il est blessé deux fois, et cité le 1er janvier 1916, le 4 janvier 1917 et le 27 décembre 1918. En 1916, il reçoit la Military Cross (MC) le 1er janvier, le Distinguished Service Order (DSO) le 20 octobre, et la croix de chevalier de la Légion d'honneur.

### Entre-deux-guerres
En 1919-1920, il commande une brigade de l'armée lettone puis la Baltische Landeswehr durant la guerre d'indépendance de la Lettonie contre les Bolchéviques.
Après avoir servi en Turquie et à Gibraltar, en 1922, il est nommé lieutenant-colonel aux commandes du 1er bataillon de son régiment. En janvier 1926, il est libéré de ce rôle pour lui permettre d'assister à l'école de Guerre de Camberley. En février 1928, Alexander est alors promu au grade de colonel, et le mois suivant nommé commandant des Irish Guards et de son district militaire, un poste qu'il occupe jusqu'en janvier 1930, quand il assiste à l'Imperial Defence College pendant un an. Là, deux des instructeurs d'Alexander, les futurs field marshals Alan Brooke et Bernard Montgomery, sont impressionnés par lui.
Après l'achèvement de ses cours, le 14 octobre 1931, il épouse Lady Margaret Bingham. Alexander travaille ensuite comme GSO2 puis GSO1, avant d'être promu en octobre 1934 temporairement au grade de brigadier et reçoit le commandement de la brigade de Nowshera, sur la frontière nord-ouest de l'Inde britannique (actuellement la province de Khyber Pakhtunkhwa au Pakistan). Pour son service, et en particulier pour ses actions dans les opérations de Loe-Agra entre février et avril 1935, Alexander est fait compagnon de l'ordre de l'Étoile d'Inde et reçoit une citation. Il reçoit une citation supplémentaire pour son service au cours de la deuxième campagne Mohmand dans la province de Mohamad.
En mars 1937, Alexander est nommé aide de camp du nouveau roi George VI et, en mai, retourne au Royaume-Uni pour participer à ce titre au cortège d'État à travers Londres au cours du couronnement du roi. À la suite de la célébration du couronnement, Alexander retourne en Inde, où il est fait colonel honoraire du 3e bataillon du 2e régiment du Pendjab, puis en octobre 1937 promu au grade de major-général, faisant de lui le plus jeune général de l'armée britannique. Il cède le commandement de sa brigade en janvier 1938, et en février retourne au Royaume-Uni pour prendre le commandement de la 1re division d'infanterie (en).

### Seconde Guerre mondiale

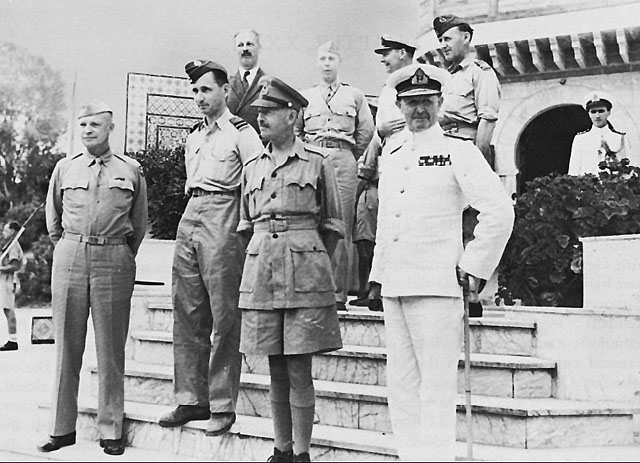
Lors de l', Eisenhower se réunit en Afrique du Nord avec Arthur Tedder, Harold Alexander, Andrew Cunningham, Harold Macmillan, Walter B. Smith, et deux officiers britanniques non identifiés

Après le déclenchement de la Seconde Guerre mondiale en septembre 1939, Alexander amène la 1re division d'infanterie (en) en France, où, à la fin mai 1940, il dirige avec succès le retrait de sa division de Dunkerque. Toujours à Dunkerque, il est peu de temps après placé à la tête du 1er corps, et quitte la plage le 3 juin après s'être assuré que toutes les troupes britanniques avaient été évacuées. En reconnaissance de ses services de mars à juin 1940, Alexander reçoit de nouveau une citation.
Ayant été confirmé en tant que lieutenant général en juillet 1940, Alexander revient au Royaume-Uni comme General Officer Commanding-in-Chief (GOC-in-C) de la Southern Command, responsable de la défense du Sud-Ouest de l'Angleterre. Le 1er janvier 1942, il est fait chevalier et nommé chevalier commandeur de l'ordre du Bain, et en février, après l'invasion japonaise de la Birmanie, il est envoyé en Inde pour devenir le GOC-in-C de Birmanie avec le grade de général. Alors qu'il commande ce qui allait être la 14e Armée, Alexander laisse la conduite tactique de la campagne à son commandant de corps, William Joseph Slim, tandis qu'Alexander se charge plus des aspects politiques des relations avec Joseph Stilwell, le commandant des forces chinoises.
En juillet 1942, les forces britanniques et indiennes en Birmanie achèvent leur retraite vers l'Inde, et Alexander, après avoir encore une fois été cité pour son service, est rappelé au Royaume-Uni. Il est d'abord choisi pour commander la 1re armée, et prendre part à l'opération Torch, l'invasion de l'Afrique du Nord. Cependant, à la suite d'une visite au début du mois d'août en Égypte par le Premier ministre britannique Winston Churchill et le chef d'état-major général de l'Empire, le général Alan Brooke, Alexander s'envole pour Le Caire le 8 août pour remplacer Claude Auchinleck en tant que commandant en chef du Middle East Command, responsable de la conduite générale de la campagne dans le désert d'Afrique du Nord. Dans le même temps, le lieutenant-général Bernard Montgomery remplace Auchinleck en tant que commandant de la 8e armée. Alexander préside la victoire de Montgomery à la seconde bataille d'El Alamein et l'avance de la Huitième Armée à Tripoli, pour laquelle Alexander est élevé chevalier grand croix de l'ordre du Bain. Dès que les forces anglo-américaines de l'opération Torch et la Huitième Armée convergent en Tunisie en février 1943, elles sont placées sous le commandement unifié du nouvellement formé 18e groupe d'armées, commandé par Alexander.
Les forces de l'Axe en Tunisie se rendent en mai 1943, et le commandement d'Alexander devient le 15e groupe d'armées, qui était, sous Eisenhower, responsable des préparations l'invasion alliée de la Sicile prévue en juillet, et permet à Alexander de contrôler deux armées : la Huitième Armée de Montgomery et la 7e armée des États-Unis de George Patton. Après la Sicile, et en préparation de l'invasion alliée de l'Italie, la 5e armée des États-Unis, dirigée par Mark Wayne Clark remplace la septième dans le groupe commandé par Alexander.
Quand Eisenhower est nommé Commandant suprême allié pour le projet de débarquement de Normandie, il est suggéré qu'Alexander devienne commandant des forces au sol, du fait de sa popularité auprès des officiers britanniques et américains. Bradley, commandant américain de la 12e groupe d'armées, fait remarquer qu'il aurait préféré travailler avec Alexander, plutôt que Montgomery, considérant le premier comme « un soldat mesuré, efficace et pointilleux. » Brooke, cependant, fait pression pour garder Alexander en Italie, le considérant inapte à cette affectation en France. Ainsi, Alexander reste aux commandes du 15e groupe d'armées, et, avec le soutien de nombreux commandants alliés, de façon controversée autorise lors de la bataille du Monte Cassino le bombardement de l'abbaye historique du Mont-Cassin, permettant aux Allemands d'en faire une véritable forteresse. Après quatre tentatives, la ligne défensive allemande est percée par les Alliés, et les forces d'Alexander avancent vers Rome en juin 1944, réalisant ainsi l'un des objectifs stratégiques de la campagne d'Italie. Toutefois, la 5e armée à Anzio, sous les ordres de Clark, ne suivirent pas le plan original qui aurait pris au piège les forces allemandes fuyant vers le nord, préférant une entrée précoce et très médiatisée dans Rome deux jours avant le débarquement allié en Normandie.
Alexander reste aux commandes du 15e groupe d'armées jusqu'à décembre 1944, quand il remet son commandement à Clark pour prendre celui de Supreme Commander of the Allied Forces Headquarters, responsable de toutes les opérations militaires dans le théâtre méditerranéen. Alexander est également promu au grade de field marshal, bien que cela fut antidaté à la chute de Rome, le 4 juin 1944. Alexander reçoit ensuite la capitulation allemande en Italie, le 29 avril 1945. En outre, comme récompense pour son leadership en Afrique du Nord et en Italie, Alexander, avec un certain nombre d'autres officiers britanniques, est élevé à la pairie le 1er mars 1946 par le roi George VI, et est créé vicomte Alexander de Tunis et Errigal dans le comté de Donegal.

### Gouverneur général du Canada
Avec la cessation des hostilités, la nomination d'Alexander au poste de chef d'état-major général de l'Empire est à l'étude, mais il est invité par le premier ministre du Canada William Lyon Mackenzie King, proposant sa recommandation auprès du roi pour le poste de gouverneur général du Canada. Alexander prend donc sa retraite de l'armée pour prendre son nouveau poste, et, en préparation de son poste de gouverneur général, est nommé chevalier grand-croix de l'ordre de Saint-Michel et Saint-Georges le 26 janvier 1946. Il est ensuite été annoncé par le bureau du premier ministre du Canada le 21 mars 1946 que George VI avait approuvé la recommandation de son premier ministre de nommer Alexander comme son représentant. Alexander prête serment lors d'une cérémonie au Sénat le 12 avril de cette année.
Il est gouverneur général du Canada d’avril 1946 à février 1952. Il est nommé chevalier de l’ordre de la Jarretière (KG) le 3 décembre 1946 puis fait comte Alexander de Tunis et baron Rideau d’Ottawa le 14 mars 1952.
Il est ministre de la Défense du cabinet de Winston Churchill de mars 1952 à octobre 1954.
Décoré de l’ordre du Mérite (OM) le 23 avril 1960, il devient connétable de la tour de Londres d’août 1960 à juillet 1965.
Harold Alexander meurt à l'hôpital, à Slough (en ce temps dans le Buckinghamshire et actuellement dans le Berkshire), le 16 juin 1969. Ses funérailles ont lieu à la chapelle Saint-Georges du château de Windsor. Il est enterré sur une terre appartenant à l'église de Ridge, près de Tyttenhanger dans le Hertfordshire.

## Décorations
Décorations et honneurs du Commonwealth
- Chevalier grand-croix de l'ordre du Bain
- Compagnon de l'ordre de l'Étoile d'Inde
- Chevalier de justice du Très vénérable ordre de Saint-Jean
- Chevalier de l'ordre de la Jarretière
- Grand maître de l'ordre de Saint-Michel et Saint-Georges
- Croix militaire
- Ordre du Service distingué
- Ordre du Mérite
- Décoration des Forces canadiennes
- 1914-15 Star
- Victory Medal
- 1939-45 Star
- Burma Star
- Italy Star
- Africa Star
- War Medal 1939-1945

Décorations et honneurs étrangers
- Chevalier de l'ordre national de la Légion d'honneur
- Commandeur en chef de la Legion of Merit
- Ordre de Sainte-Anne 2e classe
- Ordre de Souvorov 1re classe
- Grand-croix de l'ordre de Georges Ier
- Croix d'argent de l'ordre militaire de Virtuti Militari
- Army Distinguished Service Medal

## Hommages
- Une rue de la ville de Québec (Ville) fut baptisée en son honneur.
- Une place de la commune de Bersée (département du Nord de la France) porte également son nom. Il a probablement séjourné dans le château de Bersée en 1940.
- Une rose 'Alexander' lui est dédiée en 1972 par Harkness Roses.

## Sources
- (en) Cet article est partiellement ou en totalité issu de l’article de Wikipédia en anglais intitulé « Harold Alexander, 1st Earl Alexander of Tunis » (voir la liste des auteurs).
- (en) Dominick Graham et Shelford Bidwell, Tug of War : The Battle for Italy 1943-1945, Pen & Sword Books, 2004, 448 p. (ISBN 978-1-84415-098-4, lire en ligne)
- (en) Omar Bradley, A Soldier's Story, Henry Holt and Company, 1951, 618 p. (ISBN 978-0-8371-7924-7)
- (en) Richard Mead, Churchill's Lions : A biographical guide to the key British generals of World War II, NPI Media group, 2007, 576 p. (ISBN 978-1-86227-431-0)
- http://www.ville.quebec.qc.ca/toponymie/repertoire/fiche.aspx?idFiche=2064